# Цейтлин, Лев Маркович
Лео Цейтлин (Лев Маркович (Лейб Мордухович) Цейтлин; англ. Leo Zeitlin; 25 ноября (7 декабря) 1884, Пинск — 8 июля 1930, Лонг-Айленд) — российский, а позднее американский еврейский композитор, скрипач и пианист, педагог, фольклорист.

## Биография
Родился в семье богатого лесоторговца. Получил традиционное еврейское религиозное образование. Игре на скрипке учился у местного клезмера Берла Фидлера. С 1895 года обучался игре на скрипке в школе Императорского музыкального общества (будущая Одесская консерватория) под руководством Э. Млынарского. С 1904 года учился в Санкт-Петербургской консерватории (которую окончил в 1910 году).
С 1910 года — первая скрипки в оркестре Музыкально-исторического общества («оркестр графа Шереметьева»), одновременно принимал участие в работе «Общества еврейской народной музыки». В период с 1917 по 1921 год был дирижёром местного симфонического оркестра в Екатеринославе. С 1921 года — дирижёр еврейского оркестра Вильно, принимал участие в создании местной Еврейской народной консерватории.
С 1923 года и до конца жизни жил и работал в Нью-Йорке, написал ряд популярных песен на идише.

### Произведения
- Eyli, eyli
- Iber di hoyfn
- Patsh, patsh kikhelekh
- Shoyn nito der nekhtn
- Der kadish fun reb Leyvi-Yitskhok